# California Jamming
California Jamming uživo je album britanskog hard rock sastava Deep Purple, kojeg 1996. godine, objavljuje diskografska kuća 'Purple Records'.
Materijal je zabilježen 6. travnja 1974. godine na 'Jam festivalu', tijekom Deep Purplevih koncerata po Kaliforniji, a koncert je premijerno emitirala televizijska kuća 'ABC-TV '. Na kraju koncerta, gitarista sastava Ritchie Blackmore, napao je svojom gitarom jednog televizijskog kamermana, koji je stajao između njega i publike, a zatim je svoje gitarsko pojačalo polio benzinom i zapalio ga, što je rezultiralo eksplozijom. Ovi zadnji trenuci koncerta mogu se pogledati ovdje  Arhivirana inačica izvorne stranice od 9. studenoga 2007. (Wayback Machine).

## Izdanja
Deep Purpleov nastup na Kalifornija 'Jam festivalu', tijekom godina dostupan je u nekoliko različitih izdanja s raznim nazivima, među kojima su; "California Jamming", "Live at the Ontario Speedway '74", "Live at the California Jam" i zadnji "California Jam 1974" (ne računajući uzastopna reizdanja, uglavnom japanska). Većina ovih izdanja objavljuju se selektivno i niti jedno ne prikazuje koncert u cijelosti, a posebno je uočljiv nedostatak cijele skladbe  "Lay Down, Stay Down".
Novija reizdanja pokušala su poboljšati kvalitetu zvuka (jer su rane snimke imale loš zvuk), međutim snimke su imale puno tehničkih kvarova gdje se gitara jedva čula i to je bilo skoro nemoguće učiniti.

## Track listing
Sve pjesme napisali su David Coverdale, Ritchie Blackmore, Jon Lord i Ian Paice, osim gdje je drugačije naznačeno.

### 1996. originalno izdanje
1. "Burn" - 6:21
2. "Might Just Take Your Life" - 4:41
3. "Mistreated" (Coverdale, Blackmore) - 10:13
4. "Smoke on the Water" (Ian Gillan, Blackmore, Roger Glover, Lord, Paice) - 8:26
5. "You Fool No One" - 18:42
6. a) "The Mule" (Gillan, Blackmore, Glover, Lord, Paice)
b) "Space Truckin'" (Gillan, Blackmore, Glover, Lord, Paice) - 25:13

### 2003. remastered izdanje
1. "Burn" - 6:20
2. "Might Just Take Your Life" - 4:49
3. "Lay Down, Stay Down" - 4:45
4. "Mistreated" (Coverdale, Blackmore) - 10:24
5. "Smoke on the Water" (Gillan, Blackmore, Glover, Lord, Paice) - 8:55
6. a) "You Fool No One" (Coverdale, Blackmore, Lord, Paice)
b) "The Mule" (Gillan, Blackmore, Glover, Lord, Paice) - 19:08
7. "Space Truckin' (Gillan, Blackmore, Glover, Lord, Paice) - 25:12

## Izvođači
- David Coverdale - prvi vokal
- Ritchie Blackmore - gitara
- Glenn Hughes - bas-gitara, prateći vokali
- Jon Lord - orgulje, sintisajzer, prateći vokali
- Ian Paice - bubnjevi